# TAT-8
TAT-8 fue el octavo cable transatlántico telefónico, inicialmente con una capacidad de 40 000 circuitos telefónicos (llamadas simultáneas), entre Estados Unidos, Inglaterra y Francia. Fue construido en 1988 por un consorcio de compañías de telecomunicaciones formado por AT&T, France Télécom y British Telecom entre otros.
El TAT-8 era capaz de ofrecer servicio a tres países con un solo cable transatlántico submarino, que costó 335 millones de dólares. El sistema contenía tres cables de fibra óptica, dos en activo, más uno de seguridad, que eran capaces de transmitir datos a una velocidad de 280 Mbps.
Finalmente, el TAT-8 se retiró del servicio en el año 2002.